# Caprimulgus hirundinaceus
Caprimulgus hirundinaceus là một loài chim trong họ Caprimulgidae.